# Рајхенвалде
Рајхенвалде (њем. Reichenwalde) општина је у њемачкој савезној држави Бранденбург. Једно је од 38 општинских средишта округа Одер-Шпре. Према процјени из 2010. у општини је живјело 1.104 становника. Посједује регионалну шифру (AGS) 12067413.

## Географски и демографски подаци
Рајхенвалде се налази у савезној држави Бранденбург у округу Одер-Шпре. Општина се налази на надморској висини од 52 метра. Површина општине износи 26,0 km². У самом мјесту је, према процјени из 2010. године, живјело 1.104 становника. Просјечна густина становништва износи 42 становника/km².